# Шафорово
Шафорово — деревня в Смоленском районе Смоленской области России. Входит в состав Катынского сельского поселения. Население — 16 жителей (2007 год). 
Расположена в западной части области в 23 км к западу от Смоленска, в 3 км южнее автодороги А141 Орёл — Витебск. В 1,5 км северо-восточнее деревни расположена железнодорожная станция Вонлярово на линии Москва — Минск. 

## История
В годы Великой Отечественной войны деревня была оккупирована гитлеровскими войсками в июле 1941 года, освобождена в сентябре 1943 года. 